# Richard Jackman
Richard Jackman (* 28. Juni 1978 in Toronto, Ontario) ist ein ehemaliger kanadischer Eishockeyspieler, der während seiner aktiven Karriere zwischen 1995 und 2017 unter anderem 238 Spiele für die Dallas Stars, Boston Bruins, Toronto Maple Leafs, Pittsburgh Penguins, Florida Panthers und Anaheim Ducks in der National Hockey League auf der Position des Verteidigers bestritten hat.

## Karriere
Jackman spielte während seiner Juniorenzeit gemeinsam mit Joe Thornton bei den Sault Ste. Marie Greyhounds in der Ontario Hockey League. Beim NHL Entry Draft 1996 wurde er von den Dallas Stars in der ersten Runde als Fünfter ausgewählt. Mit dem kanadischen Team gewann er bei der Junioren-Weltmeisterschaft 1997 die Goldmedaille.
In den ersten Jahren als Profi wurde er bei den Michigan K-Wings in der International Hockey League eingesetzt. Ab der Saison 1999/2000 kam er auch zu vereinzelten Einsätzen bei den Dallas Stars in der NHL. Nachdem er den Sprung in die NHL nicht nachhaltig geschafft hatte, spielte er meist bei den Utah Grizzlies in der IHL. Im Sommer 2001 wurde er im Tausch gegen Cameron Mann an die Boston Bruins abgegeben.
Eine Schulterverletzung warf ihn in seiner Zeit in Boston aus dem Rennen und so spielte er nur zwei Mal für die Bruins. Einige Einsätze hatte er auch für das AHL-Farmteam, die Providence Bruins. Nächste Station waren die Toronto Maple Leafs, bei denen er regelmäßig in der NHL eingesetzt wurde und nur vereinzelt in die AHL zu den St. John’s Maple Leafs geschickt wurde. Im Laufe der Saison 2003/04 wechselte er zu den Pittsburgh Penguins. Den Streik der NHL überbrückte er in Schweden, kehrte dann aber zu den Penguins zurück. Bald gab man ihn aber an die Florida Panthers ab. Seine Reise wurde fortgesetzt, als von Florida zu den Anaheim Ducks wechselte. Mit den Ducks gewann er in der Saison 2006/07 den Stanley Cup.
In der Saison 2007/08 spielte Jackman für den EC Red Bull Salzburg in der Österreichischen Eishockey-Liga und nahm zusätzlich mit dem Team Canada am Spengler Cup teil, den er auch gewann. In der Saison 2009/10 kehrte er in die Schweiz zurück, wo er im Spieljahr 2008/09 bereits den SC Bern in der Champions Hockey League verstärkt hatte. In der Saison 2009/10 ging er für den EHC Biel aufs Eis und erreichte in 54 Partien 24 Scorerpunkte, bekam aber 2010 keinen neuen Vertrag. Ab Oktober 2010 stand Jackman bei den Utah Grizzlies aus der ECHL unter Vertrag. Zwei Monate später wurde er vom HC Slovan Bratislava aus der slowakischen Extraliga verpflichtet. Nachdem er zuvor seinen Kontrakt in Bratislava aufgelöst hatte, entschied sich Jackman im Juli 2011 für ein Engagement bei Anyang Halla aus der Asia League Ice Hockey, bei denen er einen Kontrakt für drei Jahre unterzeichnete. Dort konnte er sich in der Saison 2012/13 als punktemäßig bester Verteidiger der Liga auszeichnen. Es folgte ein Abstecher für eine Saison zu Alba Volán Székesfehérvár in die österreichische EBEL. Jackman kehrte daraufhin in die Asia Hockey Ice Hockey League zurück, diesmal jedoch zu den Nippon Paper Cranes. Auf die Saison 2015/16 wechselte der Verteidiger in die britische Elite Ice Hockey League zu den Braehead Clan, mit ihnen gewann Jackman zwar die Gardener Conference, schied aber in den folgenden Playoffs aus. Nach nur einer Saison wechselte der Kanadier zum Ligakonkurrenten Fife Flyers.

## Erfolge und Auszeichnungen
- 1996 OHL All-Rookie Team
- 1997 Goldmedaille bei der Junioren-Weltmeisterschaft
- 1998 OHL Second All-Star Team
- 2007 Stanley-Cup-Gewinn mit den Anaheim Ducks
- 2008 Spengler-Cup-Gewinn mit dem Team Canada
- 2016 Gewinn der Gardener Conference mit den Braehad Clan

## Sonstiges
Im Dezember 2007 eröffnete Jackman die Eisfläche im Königlichen Kurgarten in Bad Reichenhall. Er zeigte damit Solidarität mit dem Opfern der Eislaufhallen-Katastrophe Bad Reichenhall im Jahre 2006.